# Jimmy's Hall - Una storia d'amore e libertà
(Tag-line del film.)
Jimmy's Hall - Una storia d'amore e libertà (Jimmy's Hall) è un film del 2014 diretto da Ken Loach, basato su una piéce teatrale di Donal O'Kelly.
Il film racconta la storia della deportazione negli Stati Uniti nel 1933 di Jimmy Gralton, esponente del Revolutionary Workers' Group della Contea di Leitrim, uno dei precursori del Partito Comunista d'Irlanda.
Il film è stato selezionato per partecipare in concorso al Festival di Cannes 2014.

## Trama
Nel 1921 l'Irlanda è sull'orlo della guerra civile. Jimmy Gralton allestisce la Pearse-Connolly Hall, un locale dove la gente possa stare assieme, discutere e ballare. Con il passare del tempo il locale diventa molto popolare, diventando un ritrovo di socialisti e liberi pensatori, ma questo non è visto di buon occhio dai politici e dalla Chiesa che costringono Jimmy a chiudere il locale. Dopo aver trascorso dieci anni negli Stati Uniti, Jimmy ritorna nella Contea di Leitrim per aiutare la madre. Nel pieno della Grande depressione, Jimmy ha modo di osservare la povertà che opprime la comunità, così decide di riaprire a tutti i costi la sala da ballo diventando un attivista e leader per la sua comunità.

## Distribuzione
Il film è stato presentato in concorso al Festival di Cannes 2014 il 22 maggio 2014, ottenendo una standing ovation di dieci minuti, per poi essere distribuito nelle sale cinematografiche britanniche e irlandesi il 30 maggio. In Italia il film è stato distribuito da BIM Distribuzione il 18 dicembre 2014.